# Georges Perrot
Georges Perrot (12. studenog 1832. – 30. lipnja 1914.) bio je francuski arheolog i povjesničar grčke umjetnosti. Rodio se u Villeneuve-Saint-Georgesu, a predavao je na Sorbonneu do 1875. godine. Godinu ranije dobio je nagradu akademije, koja je kasnije nazvana po njemu.
Krajem 19. stoljeća zajedno s Charles Chipiezom odlazi na putovanje koje im je sponzorirala izdavačka kuća Hachette. Na putovanju prolaze kroz Grčku, Tursku, Egipat, Iran i druge zemlje. Prilikom putovanja detaljno analiziraju i rekonstruiraju drevne spomenike poput Perzepolisa. Njihov rad objavljen je u više svezaka, a popraćen je velikim brojem ilustracija koje vjerno prikazuju antičke konstrukcije i umjetničke detalje.

## Radovi
- Souvenirs d'un voyage en Asie mineure, Michel-Lévy frères, Pariz (1863.)
- Essais sur le droit public et privé de la République athénienne. Le Droit public, Pariz, Thorin, (1867.)
- Exploration archéologique de la Galatie et de la Bithynie d'une partie de la Mysie de la Cappadoce et du Pont exécutée en 1861, Edmond Guillaume i Jules Delbet, Firmin Didot, Pariz, (1872.)
- L'Éloquence politique et judiciaire à Athènes. I : Les Précuseurs de Démosthène, Hachette, Pariz, (1873.)
- Mémoires d'archéologie, d'epigraphie et d'histoire, Didier, Pariz, 1875.
- Histoire de l'art dans l'Antiquité, Égypte, Assyrie, Perse, Asie mineure, Grèce, Etrurie, Rome, osam svezaka, Pariz, Hachette, 1882. – 1914.

## Vanjske poveznice
- Georges Perrot - knjižnice Filozofskog fakulteta  Arhivirana inačica izvorne stranice od 18. veljače 2021. (Wayback Machine)